# Сам, Шевваль
Шевваль Сам  (тур. Şevval Sam; род. 11 ноября 1973 или 16 ноября 1972, Стамбул) — турецкая актриса и эстрадная певица, а также мать актера Таро Эмира Текина известного в роли Кайи с телесериала Зимородок.

## Биография
Шевваль Сам родилась в Стамбуле 11 ноября 1973 года. Мать известная турецкая певица — Леман Сам, Отец — Селим Сам. В семье была младшей, сестра — Шехназ Сам старше её на два года. Родители расстались когда ей было 6 лет.
Начальное и среднее образование получила в школе «Hasan Ali Yücel İlköğretim Okulu». Окончила лицей «Zincirlikuyu İnşaat Teknik ve Yapı Meslek Lisesi» факультет реставрации, после чего получила высшее образование на кафедре графики факультета изящных искусств в университете Мармара.
В 1993 году вышла замуж за игрока футбольной команды «Бешикташ» Метина Текина. В 1997 году от этого брака у неё родился сын Тарык Эмир. Но впоследствии в 1999 Шевваль Сам развелась с мужем.
Впервые на экранах появилась в сериале «Süper Baba» — (Супер Папа) в 1993—1998 годы. Первые шаги по карьере певицы сделала в 2006 с музыкальным альбомом «Sek».

## Дискография
- 2006 — Sek
- 2007 — Istanbul Secret’s
- 2008 — Karadeniz
- 2010 — Has Arabesk
- 2012 — II Tek
- 2013 — Tango

## Фильмография

### Фильмы
- 2002 — «Martılar ve İstanbul» — (Чайки И Стамбул)
- 2006 — «Yaşamın Kıyısında» — (На Грани Жизни)
- 2010 — «Siyah Beyaz» — (Чёрное и белое)
- 2010 — «Yüreğine Sor» — (Спроси своё сердце)

### Сериалы
- 1993—1998 — «Süper Baba» — (Супер Папа)
- 1996 — «Feride» — (Фериде)
- 1999—2000 — «Aşkın Dağlarda Gezer» — (Любовь Бродит По Горам)
- 2002 — «Yıldızların Altında» — (Под Звёздами)
- 2002 — «Karaoğlan» — (Караоглан)
- 2002—2003 — «Gülbeyaz» — (Гюльбаяз)
- 2004 — «Müjgan Bey» — (Господин Мюжгян)
- 2004—2005 — «Çocuğun Var Derdin Var» — (Есть Дети, Будут И Проблемы)
- 2005—2006 — «Yine de Aşığım» — (Опять Я Влюблён)
- 2006 — «Yaşanmış Şehir Hikayeleri» — (Прожитые Городские Истории)
- 2008 — «Derman» — (Дерман)
- 2012 — «Acayip Hikayeler» — (Странные Истории)
- 2013 — «Muhteşem Yüzyıl» — (Великолепный век)
- 2016—2017 — «Bodrum Masali» —(Бодрумская сказка)
- 2018—по н.в. — «Yasak Elma» — (Запретный плод)

### Короткометражки
- 2004 — «Ziyaret» — (Визит)
- 2007 — «Sen Olmak» — (Быть Тобой)
- 2010 — «Caffe» — (Кафе)

## Телепередачи
- 1994—1996 — Müzik Ekspresi (TRT 1 — TRT 2 — TRT 3)
- 2001—2003 — Damak Tadı (TRT 1)
- 2005—2006 — Sanata Dair (tv8)
- 2006—2008 — Sanatla 30 Dakika (tv8)
- 2010—2011 — Şevval Sam’la Pazar’e’rtesi (TRT Müzik)
- 2011—2012 — Şevval Sam ile Müzik Atölyesi — TRT Müzik

## Награды
- 2007 — Yıldız Teknik Üniversitesi — En İyi Kadın Şarkıcı Ödülü
- 2009 — Toplumsal Etik Derneği — Şarkıcı ve Oyuncu Ödülü
- 2009 — YEKÜV Eğitime Katkı Ödülü
- 2009 — Pertevniyal Lisesi — En İyi Hafif Müzik Sanatçısı
- 2009 — Hürriyet Altın Kelebek — En İyi Kadın Sanatçı Ödülü
- 2009 — Yılın Halk Müziği Sanatçısı Ödülü
- 2009 — KralTV Video Müzik Ödülleri — En iyi Halk Müzik Sanatçısı
- 2009 — Karadeniz Teknik Üniversitesi — En İyi Kadın Halk Müziği Sanatçısı
- 2010 — Çukurova Üniversitesi — En İyi Kadın Şarkıcı
- 2010 — Konya Selçuk Üniversitesi — «İNOVASYON ZİRVESİ» Yılın Yenilikçi Sanatçısı Ödülü
- 2011 — Ondokuz Mayıs Üniverstiesi — «Yılın En İyi Sanatçısı» Ödülü
- 2011 — Avrupa Birliği Kalite Ödülleri Kapsamında — «Türk Halk Müziği Kadın Sanatçı»